# NGC 2930
NGC 2930 est une galaxie spirale située dans la constellation du Lion. NGC 2930 a été découverte par l'astronome prussien Heinrich Louis d'Arrest en 1863.

## Caractéristiques
Sa vitesse par rapport au fond diffus cosmologique est de  7 674 ± 25 km/s, ce qui correspond à une distance de Hubble de 113,2 ± 7,9 Mpc (∼369 millions d'al).
À ce jour, une douzaine de mesures non basées sur le décalage vers le rouge (redshift) donnent une distance de 96,408 ± 20,440 Mpc (∼314 millions d'al), ce qui est à l'intérieur des valeurs de la distance de Hubble. Notons cependant que c'est avec la valeur moyenne des mesures indépendantes, lorsqu'elles existent, que la base de données NASA/IPAC calcule le diamètre d'une galaxie et qu'en conséquence le diamètre de NGC 2930 pourrait être d'environ 21,7 kpc (∼70 800 al) si on utilisait la distance de Hubble pour le calculer.

## Supernova
La supernova SN 2005M a été découverte dans NGC 2930 le 19 janvier 2005 par l'astronome amateur américain Tim Puckett et par D. George. Cette supernova était de type Ia.

## Un groupe de galaxies oublié?

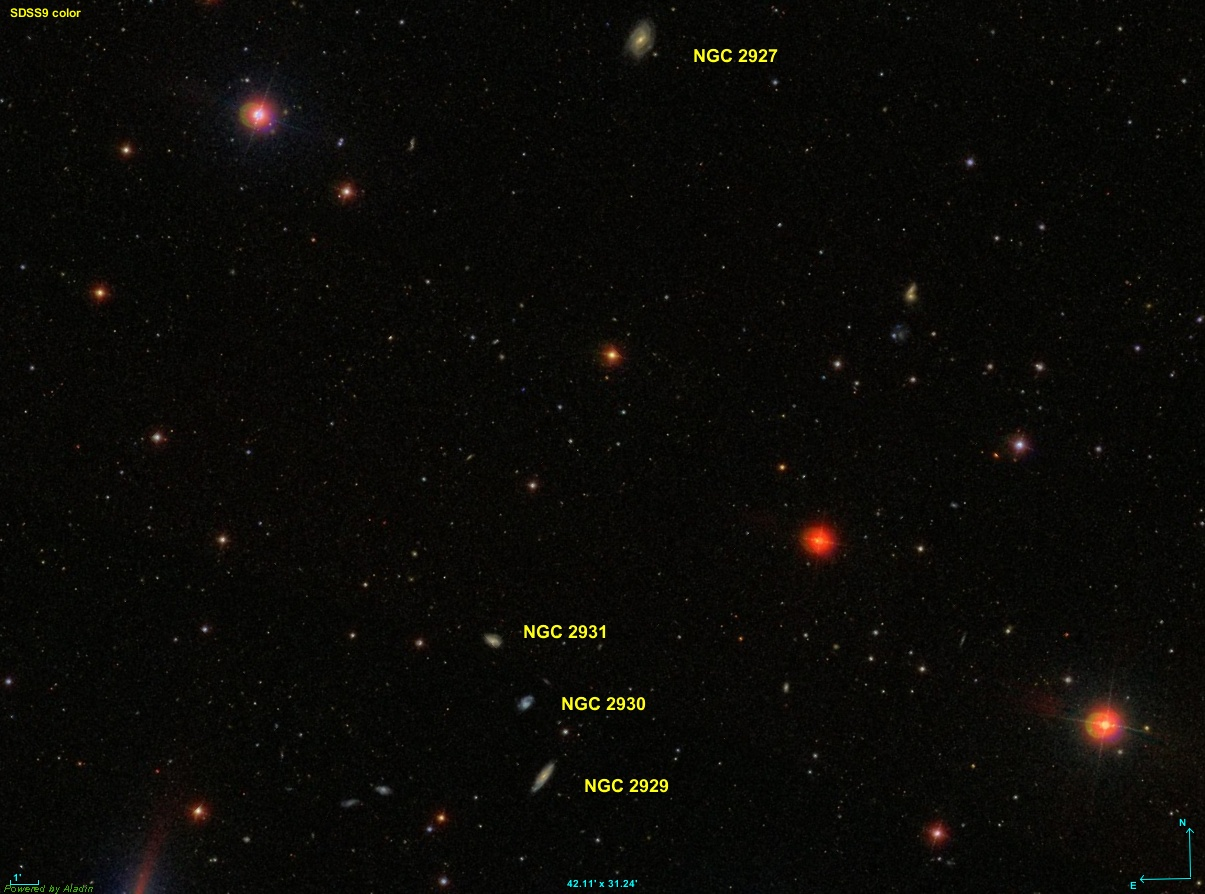
Un groupe de quatre galaxies dans la constellation du Lion?

Les galaxies NGC 2927, NGC 2929, NGC 2930 et NGC 2931 sont dans la même région de la constellation du Lion. Trois de ces quatre galaxies sont à des distances très semblables de la Voie lactée : NGC 2727 à 377 Mal, NGC 2929 à 375 Mal, NGC 2930 à 369 Mal et NGC 2931 à 374 Mal. On pourrait fort bien affirmer qu'elles forment un groupe de galaxies, mais aucune des sources consultées ne le mentionne.